# Halorubellus
Genre
Espèces de rang inférieur
- Halorubellus litoreus
- Halorubellus salinus

Halorubellus est un genre d'archées halophiles de la famille des Halobacteriaceae.